# Cichla piquiti
Cichla piquiti é uma espécie de peixe da família dos cíclids e da ordem dos perciformes. Os machos alcançam 43 cm de comprimento. Vivem na América do Sul.